# Піхотна дивізія «Ульріх фон Гуттен»
Піхотна дивізія «Ульріх фон Гуттен» (нім. Infanterie-Division Ulrich von Hutten) — дивізія Вермахту, що існувала наприкінці Другої світової війни.

## Історія
Піхотна дивізія «Ульріх фон Гуттен» сформована 30 березня 1945 року в IV-му військовому окрузі у Віттенберзі на базі 56-ї піхотної та 18-ї танко-гренадерської дивізії вермахту, а також резервних та навчальних частин, що перебували в розпорядженні штабу округу. Протягом квітня йшло комплектування дивізії, 8 квітня вона отримала офіційну назву піхотна дивізія «Ульріх фон Гуттен». Трохи пізніше до її складу включили підрозділи 190-ї піхотної дивізії.
12 квітня 1945 року піхотна дивізія «Ульріх фон Гуттен» у складі 11-ї армії вперше вступила в бій проти американських військ поблизу Біттерфельда, в Саксонії. Пізніше перекинута до XX-го армійського корпусу 12-ї армії, що висувалась на посилення німецьких військ, котрі бились проти Червоної армії у Берліні. На початку травня вела бої у Гальбському котлі. 8 травня 1945 року капітулювала американським військам поблизу Тангермюнде

## Райони бойових дій
- Німеччина (березень — травень 1945).

## Командування

### Командири
- генерал-лейтенант Едмунд Блаурок (нім. Edmund Blaurock) (3 квітня — 12 квітня 1945);
- генерал-лейтенант Гергард Енгель (нім. Gerhard Engel) (12 квітня — 8 травня 1945).

## Склад
| 1944                                             |
| ------------------------------------------------ |
| 1-й гренадерський полк «Ульріх фон Гуттен»       |
| 2-й гренадерський полк «Ульріх фон Гуттен»       |
| 3-й гренадерський полк «Ульріх фон Гуттен»       |
| Фузілерний батальйон «Ульріх фон Гуттен»         |
| Артилерійський полк «Ульріх фон Гуттен»          |
| Протитанковий загін «Ульріх фон Гуттен»          |
| Інженерний батальйон «Ульріх фон Гуттен»         |
| Дивізійний батальйон зв'язку «Ульріх фон Гуттен» |